# DJ Smoove

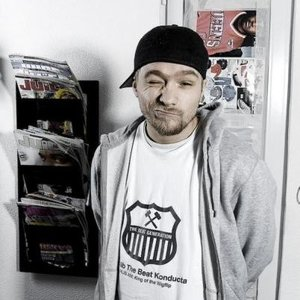
DJ Smoove im Studio

DJ Smoove, mit bürgerlichem Namen André Schmidt,  (* 10. Dezember 1980; † 15. Februar 2018) war ein Hip-Hop-DJ und Musikproduzent aus Bamberg.
Er produzierte unter anderem für Automatikk, Architekt, Kool Savas, Xavier Naidoo, Xavas, Laas Unltd. und Fard.
Zuletzt stand DJ Smoove beim Verlag Edition Optik / Sony/ATV Music Publishing unter Vertrag.
Für das Album Aura von Kool Savas, das in den Media-Control-Charts auf dem ersten Platz einstieg, erhielt DJ Smoove ebenso eine Goldene Schallplatte wie für dessen Nummer-1-Kollabo-Album Gespaltene Persönlichkeit mit Xavier Naidoo. Für das Projekt von Xavas wurde ihm darüber hinaus im Dezember 2012 eine Platin-Schallplatte überreicht.